# Omphax plantaria
Omphax plantaria är en fjärilsart som beskrevs av Achille Guenée 1857. Omphax plantaria ingår i släktet Omphax och familjen mätare. Inga underarter finns listade i Catalogue of Life.